# George Hammond
George Hammond è un personaggio della serie televisiva di fantascienza Stargate SG-1.

## Biografia

### Prima di Stargate SG-1
George Hammond rimase vedovo molti anni fa ed ha due nipoti, Tessa e Kayla. Sul punto di congedarsi dalla carriera militare, venne assegnato al comando del progetto Stargate dopo l'aggressione da parte delle guardie serpente di Apophis.

### Stargate SG-1
Il generale George Hammond è un uomo molto saggio e deciso, rispettoso dei regolamenti (seppure li infranga quando necessario anche a costo di rimetterci in prima persona).
I suoi compiti sono proteggere il monte Cheyenne, sorvegliare lo Stargate la prima linea di difesa della terra dalle minacce esterne, coordinare le squadre del Comando Stargate (SGC) per le missioni interplanetarie, instaurare rapporti commerciali e diplomatici con le culture aliene ed infine ottenere tecnologia, preferibilmente di tipo militare.
Spesso è in conflitto con gli uomini del NID per i loro metodi poco diplomatici ed irrispettosi dei trattati. Inoltre George Hammond è estremamente contrario alle operazioni Black-Ops (furto di tecnologia aliena) e quando gli è possibile le ostacola in ogni modo.
Il suo diretto superiore è il presidente degli Stati Uniti.
Nell'episodio "Prigionieri - 2.03" George Hammond attraversò lo Stargate e trattò la liberazione dell'SG-1; attraversò lo Stargate anche nella puntata "Nel fuoco - 3.01" per tentare un recupero disperato dell'SG-1.
Nell'episodio "Reazione a catena - 4.15" Hammond fu costretto alle dimissioni da parte del NID, ma grazie all'intervento dei colonnelli Harry Maybourne e Jack O'Neill venne riassegnato al Comando Stargate.
George Hammond dimostrò le sue enormi capacità diplomatiche nella puntata "Rivelazioni - 6.17", quando il governo degli Stati Uniti decise di rendere pubblico al Consiglio di Sicurezza delle Nazioni Unite (formato da Stati Uniti, Francia, Inghilterra, Russia e Cina) il progetto Stargate. Il senatore Robert Kinsey, esponente politico del NID e concorrente alla presidenza degli Stati Uniti, fece enormi pressioni per dimostrare (falsamente) l'inefficienza del comando Stargate per trasferire la dirigenza al NID. Quando venne deciso il trasferimento al NID, George Hammond invitò a sorpresa al tavolo della trattative Thor, Comandante Supremo della flotta degli Asgard, il quale affermò che l'intero Alto Consiglio Asgard riteneva opportuno lasciare il controllo dello Stargate alla SGC per la sua ottima capacità operativa e volle regalare degli armamenti di progettazione Asgard come ringraziamento agli esseri umani, che si erano ripetutamente dimostrati grandi alleati e amici fidati; per via di questi avvenimenti il Consiglio Di Sicurezza Delle Nazioni Unite decise di lasciare il comando all'SGC.

### Morte
Nell'ultimo episodio della quinta stagione della serie Stargate Atlantis, ossia "Il nemico è alle porte", Samantha Carter riferisce che George Hammond è morto per un attacco cardiaco e che gli verrà intitolata una nave stellare, la Phoenix.